# Foulsham
Foulsham is een civil parish in het bestuurlijke gebied Broadland, in het Engelse graafschap Norfolk met 1021 inwoners.